# Dumitru Vasiliu
Dumitru Vasiliu (n. 1891 – d. 11 iunie 1942, Krîmski poluostrov, RSFS Rusă, URSS) a fost un general român care a luptat în cel de-al Doilea Război Mondial. 
A absolvit Școala de Ofițeri în 1912.
A fost înaintat în 1 aprilie 1936 la gradul de colonel și în 24 ianuarie 1942 la gradul de general de brigadă.
Generalul inginer Dumitru Vasiliu a murit pe 11 iunie 1942, când avionul său s-a prăbușit în câmpiile Crimeei. A fost decorat post-mortem cu Ordinul „Steaua României” cu spade în gradul de Mare Ofițer, cu panglică de „Virtutea Militară”, „pentru priceperea, munca productivă, cinstea și devotamentul de care a dat dovadă, executând în timpul războiului la perfecție toate însărcinările primite, până în ziua de 11 Iunie, când moare prăbușindu-se cu avionul pe câmpiile Crimeei, în îndeplinirea ultimei misiuni”. O alee din Botoșani este denumită Aleea General Dumitru Vasiliu.

## Decorații
- Ordinul „Coroana României” în gradul de Comandor (8 iunie 1940)[6]
- Ordinul „Steaua României” cu spade în gradul de Mare Ofițer, cu panglică de „Virtutea Militară” (1 iulie 1942)[4]

## Legături externe
- en  Generals.dk